# Lijst van voetbalinterlands België - Zuid-Afrika (vrouwen)
Deze lijst van voetbalinterlands is een overzicht van alle officiële voetbalinterlands tussen de nationale vrouwenteams van België en Zuid-Afrika. De landen hebben tot nu toe twee keer tegen elkaar gespeeld.

## Wedstrijden
| № | Plaats    | Datum        | Competitie              | Wedstrijd            | Uitslag |
| - | --------- | ------------ | ----------------------- | -------------------- | ------- |
| 1 | Paralimni | 6 maart 2015 | Cyprus Women's Cup 2015 | België − Zuid-Afrika | 0 − 1   |
| 2 | Larnaca   | 7 maart 2018 | Cyprus Women's Cup 2018 | Zuid-Afrika − België | 1 − 2   |

## Samenvatting
| Competitie         | Totaal gespeeld | Winst België | Gelijk | Winst Zuid-Afrika | Doelsaldo België – Zuid-Afrika |
| ------------------ | --------------- | ------------ | ------ | ----------------- | ------------------------------ |
| Cyprus Women's Cup | 2               | 1            | 0      | 1                 | 2 − 2                          |
| Totaal             | 2               | 1            | 0      | 1                 | 2 − 2                          |

KBVB · A-internationals · Selecties · Statistieken · Bondscoaches · Belgisch mannenelftal · België U19 · België U17
1970-1979 ·
1980-1989 ·
1990-1999 ·
2000-2009 ·
2010-2019 ·
2020-2029
EK 2017, EK 2022
EK 2013, EK 2017, EK 2022, WK 2023
Albanië ·
Armenië ·
Australië ·
Azerbeidzjan ·
Bosnië en Herzegovina ·
Bulgarije ·
Canada ·
Denemarken ·
Duitsland ·
Engeland ·
Estland ·
Faeröer ·
Finland ·
Frankrijk ·
Griekenland ·
Hongarije ·
Ierland ·
IJsland ·
Italië ·
Japan ·
Joegoslavië ·
Kosovo ·
Kroatië ·
Litouwen ·
Luxemburg ·
Mexico ·
Moldavië ·
Nederland ·
Nieuw-Zeeland ·
Nigeria ·
Noord-Ierland ·
Noord-Korea ·
Noorwegen ·
Oekraïne ·
Oostenrijk ·
Polen ·
Portugal ·
Roemenië ·
Rusland ·
Schotland ·
Servië ·
Slovenië ·
Slowakije ·
Spanje ·
Thailand ·
Tsjechië ·
Tsjecho-Slowakije ·
Verenigde Staten ·
Wales ·
Zuid-Afrika ·
Zuid-Korea ·
Zweden ·
Zwitserland